# فهمي العبوشي
فهمي شريف الحج مصطفى العبوشي، فلسطيني من مدينة جنين ولد عام 1895 وتوفي عام 1975، كان أحد رواد الحركة الوطنية الفلسطينية إبان الانتداب البريطاني، حيث كان أحد مؤسسي حزب الإستقلال العربي عام 1932 وشغل أيضا ً منصب رئيس بلدية جنين ما بين عام 1934 حتى 1938. وشغل منصب مدير بنك الأمة العربي في جنين ما بين عام 1944-1948
وتم تصنيفه من قبل بيان نويهض الحوت في كتابها القيادة والمؤسسات الفلسطينية ما بين 1918-1948، كواحد من ضمن 100 شخصية فلسطينية كان لها دور القيادة في الحركة الوطنية الفلسطينية ابان الانتداب البريطاني.

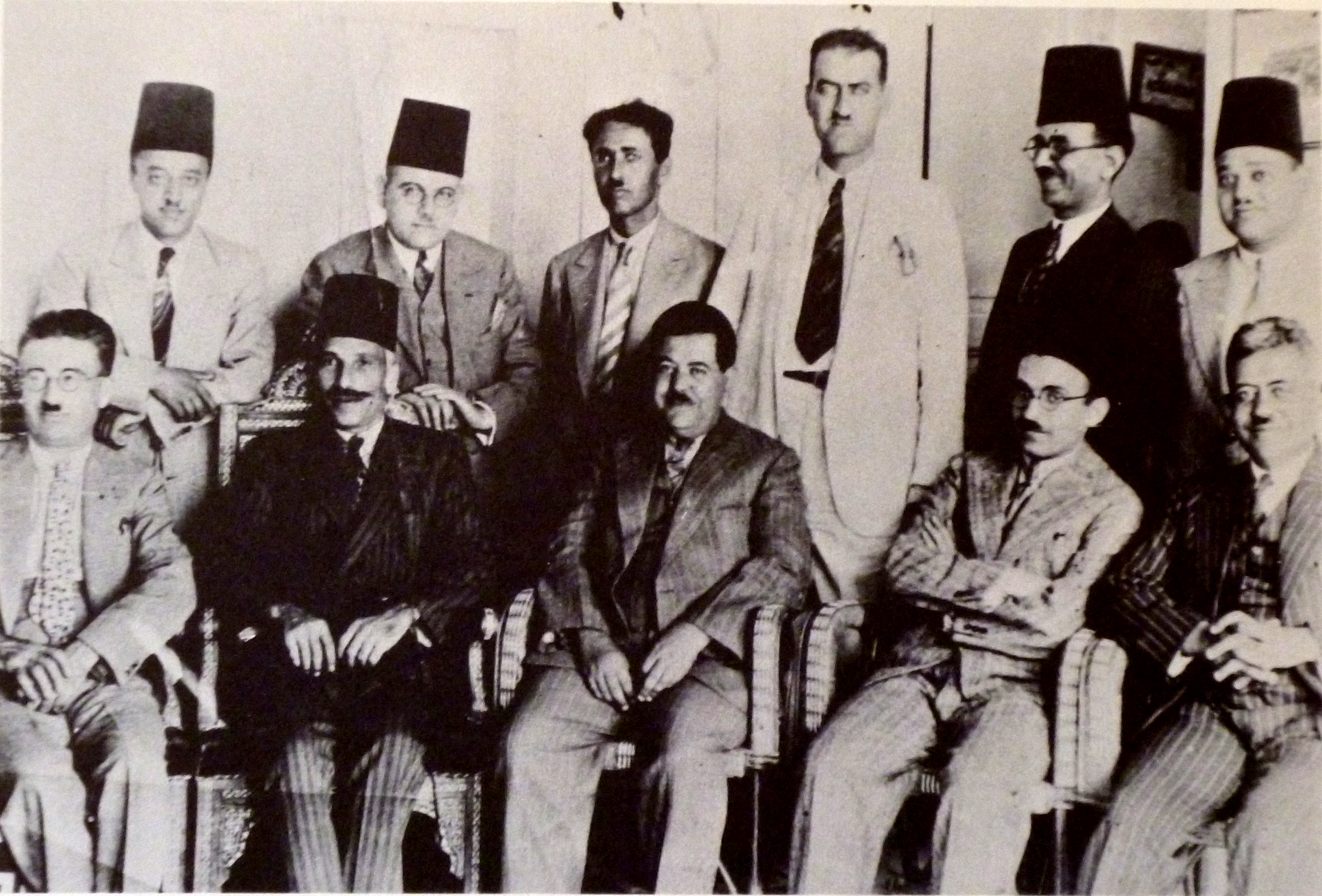
صورة تذكارية لمؤسسي حزب الاستقلال في مدينة نابلس عام 1932، الجالسون من اليسار الدكتور سليم سلامة، رشيد الحاج إبراهيم، عزة دروزة، أكرم زعيتر، محمد علي دروزة والواقفين من اليسار: أحمد الشقيري، عجاج نويهض، فهمي العبوشي، صبحي الخضراء، علي ناصر الدين، ماجد القطب.
.

## المؤتمرات التي شارك بها
شارك في عديد من المؤتمرات واللجان والجمعيات الفلسطينية خلال فترة الانتداب البريطاني على فلسطين، حيث مثل مدينته جنين في العديد من المؤتمرات منها:
- عضو في المؤتمر العربي الفلسطيني الخامس المنعقد عام 1922.
- عضو في المؤتمر العربي الفلسطيني السابع ومن أعضاء اللجنة التنفيذية عام 1928م.
- رئيس للمؤتمر المنعقد في نابلس لمعالجة قضية تسلح اليهود المنعقد في1/ آب 1931م، حيث مثل مدينة جنين مع السادة فضل الطاهر – فريد ارشيد – فؤاد عبد الهادي – محمد المسعود جرار.
- عضو في مؤتمر الشباب العربي الفلسطيني الأول، حيث كان من اللجنة التنفيذية المنبثقة عن المؤتمر في 4 كانون ثاني 1932
- أحد مؤسسي حزب الاستقلال العربي في 2 آب 1932
- كان عضوا ً ممثلا ً عن مدينة جنين مع السيد عبد الغني سنان في الاجتماع الخاص في اللجنة التنفيذية لبحث مشكلتي الهجرة وبيع الأراضي عام 1933.
- كان عضوا في مؤتمر بلودان المنعقد بتاريخ 08/09/1937 في بلودان بسوريا من اجل رفض قرار تقسيم فلسطين حيث مثل جنين مع الشيخ أديب الخالدي مفتي جنين.
- عضو الجمعية الخيرية الإسلامية في جنين.
- كان من لجنة المحكمين في مدينة جنين حتى وفاته.

## انضمامه لحزب الاستقلال
كان أحد أعمدة ومؤسسي حزب الاستقلال العربي حيث كانت الهيئة التأسيسية للحزب مكونة من السادة: عوني عبد الهادي (حيث كان صديقه المقرب وعلى علاقة وطيدة)، محمد عزة دروزة، صبحي الخضرا، رشيد الحاج إبراهيم، معين الماضي، سليم سلامة، فهمي العبوشي، أكرم زعيتر، عجاج نويهض، حمدي الحسيني، حربي الأيوبي.
حيث يورد محمد عزة دروزة في مذكراته:
| فهمي العبوشي                            | واتفقنا على فهمي العبوشي من جنين، وكان زميلا ً لنا في اللجنة التنفيذية ومن ذوي الصلابة الوطنية والمبادئ القومية والنزعة الاستقلالية والجرأة في القول ويحسن الخطابة. وفهمي العبوشي هو من أسرة العبوشي البارزة الوجيهة في جنين، وقد ذهب بعد دراسته الإبتدائية إلى بيروت ودخل في مدرسة الشيخ عباس الإسلامية الشهيرة التي ذكرناها سابقًا، ولا بأس في ثقافته، وهو من جيلي. وهو قومي عربي استقلالي وحدودي، وأخلاقه حسنه، وصلب في مواقفه وجرئ في الكلام ويحسن الخطابة. وذو حصافة وترو. | فهمي العبوشي |
| — محمد عزة دروزة، مذكرات محمد عزة دروزة | |              |

## رئاسته لبلدية جنين
ترأس بلدية جنين العام 1934 حتى 1938 ابان الانتداب البريطاني على فلسطين، حيث كانت فترة ترأسه ضمن الفترة الثورية الحساسة خاصة خلال ثورة فلسطين عام 1936، وتعرض إلى مضايقات عديدة من قبل سلطات الانتداب البريطاني إلى أن تم اقصاؤه من رئاسة بلدية جنين عام 1938 من قبل البريطانيين بسبب دعمه للثورة العربية. حيث تم نفيه إلى بيروت في لبنان حتى عام 1940 ومن ثم عاد إلى جنين. ليتسلم بعدها مهام إدارة بنك.
وكما يفيد الشاعر برهان الدين العبوشي في مذكراته بأنه تم نسف بيته من قبل اليهود في جنين مع عدة بيوت أخرى في مدينة جنين.

جنين في الخمسينات امام بلدية جنين: فهمي شريف العبوشي رئيس البلديه 1938-1934 يلقي خطابا وبجانبه رئيس بلدية جنين آنذاك عبد الرحيم جرار.
.

## مهاراته الخطابية
كان خطيبا ً مفوها ً حيث شارك في العديد من الخطب خلال فترة نشاط حزب الاستفلال العربي فلقد شارك باجتماع وطني كخطيب في حيفا في 14/12/1932 في الذكرى 14 لاحتلال القدس عام 1918 وشارك في الاحتفال بذكرى الشهداء الثلاث محمد جمجوم وعطا الزير وفؤاد حجازي حيث شارك كخطيبا ً في هذا المهرجان. ومما أورده المؤرخ العربي نقولا زيادة عن فهمي العبوشي:
| فهمي العبوشي                | كان الناطق باسم آل العبوشي فهمي، وكان خطيباً من الدرجة الأولى، وكان له قرص في كل عرس. حتى لما جاءت فرقة تمثيلية إلى جنين ومثلت رواية صلاح الدين الأيوبي (من وضع الشيخ نجيب الحداد) وغناء سلامة حجازي القى فهمي العبوشي خطاباً طويلاً قبل بدء التمثيل ليشرح الرواية وخلفيتها التاريخية وأهمية المغني الكبير سلامة حجازي (مع انه لم يكن هو المغني يومها). أقول هذا لأنني حضرتها يومئذ سنة 1921 - وهي أول رواية تمثيلية أحضرها في حياتي. ودفعت قرشين ونصف القرش. | فهمي العبوشي |
| — نقولا زيادة، جريدة الحياة | |              |

## وفاته
توفي في جنين عام 1975 عن عمر يناهز 80 عام، وتم تشييع جثمانه إلى مقبرة جنين الشرقية، حيث تم رثاؤه بأبيات شعرية مكتوبه على قبره: